# T.TV
T.TV (inicialment anomenat Tango TV) va ser un canal de televisió luxemburguès que va emetre per satèl·lit, cable, internet i mòbil. Va començar a emetre el 2 de febrer de 2002 com a competidor del canal nacional de facto RTL Télé Lëtzebuerg. El canal va ser una filial de l'empresa de telecomunicacions sueca Tele2, que aquell temps era la segona major empresa de telefonia mòbil a Luxemburg. Va emetre en luxemburguès, francès i alemany, però també en anglès i espanyol. T.TV aturar les seves emissions el 2007.